# Camptoceras
Camptoceras é um género de gastrópode  da família Planorbidae.
Este género contém as seguintes espécies:
- Camptoceras hirasei Walker, 1919
- Camptoceras rezvoji Lindholm, 1929